# Lista najlepiej sprzedających się singli
Lista przedstawia najlepiej sprzedające się single na świecie, jednak nie jest oficjalna, gdyż nie istnieje organizacja, która rejestrowałaby światową sprzedaż albumów i singli. Dlatego też dane sprzed 1980 roku są niekompletne, a w podsumowaniu brakuje części utworów z tamtego okresu. Ograniczone są również informacje na temat singli nieanglojęzycznych.

## 30–50 milionów kopii
| Artysta     | Singel                                                                 | Rok  | Gatunek        | Sprzedaż (mln) | Źr.   |
| ----------- | ---------------------------------------------------------------------- | ---- | -------------- | -------------- | ----- |
| Bing Crosby | „White Christmas”                                                      | 1942 | pop tradycyjny | 50             | [ 1 ] |
| Elton John  | „Candle in the Wind 1997” / „Something About the Way You Look Tonight” | 1997 | pop            | 33             | [ 1 ] |
| Bing Crosby | „Silent Night”                                                         | 1935 | pop tradycyjny | 30             | [ 2 ] |

## 15–30 milionów kopii
| Artysta                 | Singel                  | Rok  | Gatunek          | Sprzedaż (mln) | Źr.   |
| ----------------------- | ----------------------- | ---- | ---------------- | -------------- | ----- |
| Elvis Presley           | „It’s Now or Never”     | 1960 | rock             | 28             | [ 2 ] |
| Don Omar & Lucenzo      | „Danza Kuduro”          | 2011 | pop              | 25             |       |
| Bill Haley & His Comets | „Rock Around the Clock” | 1954 | rock and roll    | 25             | [ 3 ] |
| Domenico Modugno        | „Volare”                | 1958 | pop              | 22             | [ 4 ] |
| USA for Africa          | „We Are the World”      | 1985 | pop              | 20             | [ 5 ] |
| The Ink Spots           | „If I Didn't Care”      | 1936 | doo wop          | 19             | [ 6 ] |
| Baccara                 | „Yes Sir, I Can Boogie” | 1977 | pop              | 18             | [ 2 ] |
| Abrar-ul-Haq            | „Billo De Ghar”         | 1995 | pop/bhangra/folk | 16             | [ 7 ] |

## 10–15 milionów kopii
| Artysta                       | Singel                              | Rok  | Gatunek                      | Sprzedaż (mln) | Źr.           |
| ----------------------------- | ----------------------------------- | ---- | ---------------------------- | -------------- | ------------- |
| Bryan Adams                   | „(Everything I Do) I Do It for You” | 1991 | rock                         | 15             | [ 8 ]         |
| Scorpions                     | „Wind of Change”                    | 1991 | rock                         | 14             | [ 9 ]         |
| Kyū Sakamoto                  | „Sukiyaki”                          | 1961 | j-pop                        | 13             | [ 10 ] [ 11 ] |
| The Beatles                   | „I Want to Hold Your Hand”          | 1964 | rock                         | 12             | [ 2 ]         |
| Cher                          | „Believe”                           | 1998 | pop/dance                    | 12             | [ 12 ]        |
| Whitney Houston               | „I Will Always Love You”            | 1992 | R&B/soul                     | 12             | [ 13 ]        |
| Village People                | „Y.M.C.A.”                          | 1978 | pop/disco                    | 12             | [ 14 ]        |
| George McCrae                 | „rock Your Baby”                    | 1974 | disco                        | 11             | [ 2 ]         |
| Los Del Río                   | „Macarena”                          | 1995 | muzyka południowoamerykańska | 11             | [ 15 ]        |
| The Mills Brothers            | „Paper Doll”                        | 1943 | country                      | 11             | [ 2 ] [ 16 ]  |
| Roger Whittaker               | „The Last Farewell”                 | 1975 | pop                          | 11             | [ 17 ]        |
| ABBA                          | „Fernando”                          | 1976 | pop                          | 10             | [ 18 ]        |
| Band Aid                      | „Do They Know It’s Christmas?”      | 1984 | pop                          | 10             | [ 19 ]        |
| Carl Douglas                  | „Kung Fu Fighting”                  | 1974 | rock                         | 10             | [ 20 ]        |
| Céline Dion                   | „My Heart Will Go On”               | 1997 | pop                          | 10             | [ 21 ]        |
| Goombay Dance Band            | „Sun of Jamaica”                    | 1979 | pop                          | 10             | [ 22 ]        |
| Maroon 5 & Christina Aguilera | „Moves Like Jagger”                 | 2011 | dance/pop                    | 10             | [ 23 ]        |
| Middle of the Road            | „Chirpy Chirpy Cheep Cheep”         | 1971 | pop                          | 10             | [ 2 ]         |
| Michael Jackson               | „Billie Jean”                       | 1983 | pop/R&B/funk                 | 10             | [ 2 ]         |
| Procol Harum                  | „A Whiter Shade of Pale”            | 1967 | pop                          | 10             | [ 2 ]         |
| Roy Acuff                     | „Wabash Cannonball”                 | 1942 | country                      | 10             | [ 2 ]         |
| Terry Jacks                   | „Seasons in the Sun”                | 1974 | pop                          | 10             | [ 24 ]        |
| The Monkees                   | „I’m a Believer”                    | 1966 | pop                          | 10             | [ 2 ]         |

## 5–10 milionów kopii
| Artysta                                  | Singel                                                 | Rok  | Gatunek                      | Sprzedaż (mln) | Źr.                   |
| ---------------------------------------- | ------------------------------------------------------ | ---- | ---------------------------- | -------------- | --------------------- |
| Elvis Presley                            | „Hound Dog”                                            | 1956 | rock                         | 9              | [ 2 ]                 |
| Kylie Minogue                            | „Can’t Get You Out of My Head”                         | 2001 | pop                          | 9              | [ 2 ]                 |
| Madonna                                  | „Hung Up”                                              | 2005 | dance/pop/disco              | 9              | [ potrzebny przypis ] |
| Michael Jackson                          | „Black or White”                                       | 1991 | rock/R&B                     | 9              | [ 2 ]                 |
| Paul Anka                                | „Diana”                                                | 1957 | pop                          | 9              | [ 2 ]                 |
| Nick Straker Band                        | „A Walk in the Park”                                   | 1980 | pop                          | 9              | [ potrzebny przypis ] |
| Shakira                                  | „Whenever, Wherever”                                   | 2002 | pop                          | 9              | [ potrzebny przypis ] |
| Britney Spears                           | „…Baby One More Time”                                  | 1999 | pop                          | 9              | [ 2 ]                 |
| Shocking Blue                            | „Venus”                                                | 1969 | pop                          | 8              | [ 2 ]                 |
| Gene Autry                               | „Rudolph the Red-Nosed Reindeer”                       | 1949 | pop                          | 8              | [ 2 ]                 |
| Thelma Aoyama                            | „Soba ni Iru ne”                                       | 2009 | R&B                          | 8              | [ 25 ]                |
| Mary Hopkin                              | „Those Were the Days”                                  | 1968 | pop                          | 8              | [ 2 ]                 |
| Michael Jackson                          | „Beat It”                                              | 1983 | rock/R&B                     | 8              | [ 2 ]                 |
| Nirvana                                  | „Smells Like Teen Spirit”                              | 1991 | rock                         | 8              | [ 26 ]                |
| Modern Talking                           | „You’re My Heart, You’re My Soul”                      | 1984 | pop                          | 8              | [ 27 ]                |
| Georgie Fame                             | „The Ballad of Bonnie and Clyde”                       | 1968 | pop                          | 7,5            | [ 2 ]                 |
| The Beatles                              | „Hey Jude”                                             | 1968 | rock                         | 7,5            | [ 28 ]                |
| Carly Rae Jepsen                         | „Call Me Maybe”                                        | 2012 | pop                          | 7,3            | [ 29 ] [ 30 ]         |
| Morris Albert                            | „Feelings”                                             | 1975 | pop                          | 7              | [ potrzebny przypis ] |
| Pink                                     | „So What”                                              | 2008 | pop/pop-rock                 | 7              | [ 31 ]                |
| Royal Scots Dragoon Guards               | „Amazing Grace”                                        | 1972 | pop                          | 7              | [ 2 ]                 |
| Julie Rogers                             | „The Wedding”                                          | 1964 | pop                          | 7              | [ 2 ]                 |
| Scott McKenzie                           | „San Francisco (Be Sure to Wear Flowers in Your Hair)” | 1967 | pop                          | 7              | [ 2 ]                 |
| R. Kelly                                 | „I Believe I Can Fly”                                  | 1996 | R&B                          | 7              | [ 32 ]                |
| Bobby Goldsboro                          | „Honey”                                                | 1968 | pop                          | 7              | [ potrzebny przypis ] |
| Christina Aguilera                       | „Genie in a Bottle”                                    | 1999 | pop                          | 7              | [ 33 ]                |
| Danyel Gérard                            | „Butterfly”                                            | 1971 | pop                          | 7              | [ 2 ]                 |
| Culture Club                             | „Do You Really Want To Hurt Me?”                       | 1982 | pop                          | 6,5            | [ 34 ]                |
| Dawn                                     | „Knock Three Times”                                    | 1971 | pop                          | 6,5            | [ 2 ]                 |
| Dawn                                     | „Tie a Yellow Ribbon Round the Ole Oak Tree”           | 1973 | pop                          | 6              | [ 2 ]                 |
| Brandy Norwood & Monica                  | „The Boy Is Mine”                                      | 1998 | R&B                          | 6              | [ potrzebny przypis ] |
| Brotherhood of Man                       | „Save Your Kisses for Me”                              | 1976 | pop                          | 6              | [ 35 ]                |
| Cher                                     | „The Shoop Shoop Song (It’s in His Kiss)”              | 1990 | pop                          | 6              | [ potrzebny przypis ] |
| Madonna                                  | „Vogue”                                                | 1990 | dance/pop                    | 6              | [ potrzebny przypis ] |
| Mariah Carey                             | „All I Want for Christmas Is You”                      | 1994 | pop                          | 6              | [ 36 ]                |
| Mariah Carey                             | „We Belong Together”                                   | 2005 | R&B                          | 6              | [ 37 ]                |
| Leona Lewis                              | „Bleeding Love”                                        | 2007 | pop                          | 6              | [ potrzebny przypis ] |
| Ricky Martin                             | „Livin’ la Vida Loca”                                  | 1999 | muzyka południowoamerykańska | 6              | [ potrzebny przypis ] |
| Simon & Garfunkel                        | „Bridge over Troubled Water”                           | 1970 | pop                          | 6              | [ 2 ]                 |
| Shakira                                  | „La Tortura”                                           | 2005 | latin pop                    | 6              | [ potrzebny przypis ] |
| Spice Girls                              | „Wannabe”                                              | 1996 | pop                          | 6              | [ 38 ]                |
| The Tokens                               | „The Lion Sleeps Tonight”                              | 1961 | pop                          | 6              | [ 39 ]                |
| LeAnn Rimes                              | „How Do I Live”                                        | 1997 | country/pop                  | 6              | [ potrzebny przypis ] |
| Mungo Jerry                              | „In the Summertime”                                    | 1970 | pop                          | 6              | [ 2 ]                 |
| Neil Diamond                             | „Cracklin' Rosie”                                      | 1970 | pop                          | 6              | [ 2 ]                 |
| The New Seekers                          | „I’d Like to Teach the World to Sing”                  | 1971 | pop/folk                     | 6              | [ 2 ]                 |
| Machiko Soga                             | „Oba-Q Ondo”                                           | 1966 | anime/ondo                   | 6              | [ 40 ]                |
| George Michael                           | „Careless Whisper”                                     | 1984 | pop                          | 6              | [ 41 ]                |
| Greeeen                                  | „Kiseki”                                               | 2009 | pop/rock                     | 6              | [ 25 ]                |
| Harry Simeone Chorale                    | „The Little Drummer Boy”                               | 1958 | pop                          | 6              | [ 2 ]                 |
| The Jackson 5                            | „I Want You Back”                                      | 1969 | R&B                          | 6              | [ 42 ]                |
| Janet Jackson                            | „Together Again”                                       | 1997 | pop                          | 6              | [ 43 ]                |
| Europe                                   | „The Final Countdown”                                  | 1986 | hard rock                    | 6              | [ potrzebny przypis ] |
| Flo Rida                                 | „Low”                                                  | 2008 | rap                          | 6              | [ potrzebny przypis ] |
| The Archies                              | „Sugar, Sugar”                                         | 1969 | pop                          | 6              | [ 2 ]                 |
| The Beatles                              | „Can’t Buy Me Love”                                    | 1964 | rock                         | 6              | [ 2 ]                 |
| Beyoncé                                  | „Irreplaceable”                                        | 2006 | R&B                          | 6              | [ potrzebny przypis ] |
| Bing Crosby                              | „Jingle Bells”                                         | 1943 | pop                          | 6              | [ 2 ]                 |
| Chipmunks                                | „The Chipmunk Song (Christmas Don’t Be Late)”          | 1958 | pop                          | 5,5            | [ 2 ]                 |
| Tino Rossi                               | „Petit Papa Noel”                                      | 1946 | muzyka świąteczna            | 5,5            | [ 44 ]                |
| Jeannie C. Riley                         | „Harper Valley PTA”                                    | 1968 | pop                          | 5,5            | [ 2 ]                 |
| a-ha                                     | „Take on Me”                                           | 1985 | synth pop                    | 5−7            | [ 5 ] [ 45 ]          |
| 1910 Fruitgum Company                    | „Simon Says”                                           | 1968 | pop                          | 5              | [ 2 ]                 |
| C+C Music Factory                        | „Gonna Make You Sweat”                                 | 1991 | dance                        | 5              | [ potrzebny przypis ] |
| ABBA                                     | „Dancing Queen”                                        | 1976 | pop                          | 5              | [ potrzebny przypis ] |
| ABBA                                     | „Waterloo”                                             | 1974 | pop                          | 5              | [ 2 ]                 |
| Andrea Bocelli & Sarah Brightman         | „Time to Say Goodbye”                                  | 1998 | pop                          | 5              | [ potrzebny przypis ] |
| The Animals                              | „The House of the Rising Sun”                          | 1964 | pop                          | 5              | [ 2 ]                 |
| Boney M.                                 | „Ma Baker”                                             | 1977 | pop                          | 5              | [ potrzebny przypis ] |
| Elvis Presley                            | „Jailhouse Rock”                                       | 1957 | rock                         | 5              | [ potrzebny przypis ] |
| Debby Boone                              | „You Light Up My Life”                                 | 1977 | pop                          | 5              | [ potrzebny przypis ] |
| The Beatles                              | „She Loves You”                                        | 1963 | rock                         | 5              | [ 2 ]                 |
| Bee Gees                                 | „Massachusetts”                                        | 1967 | pop                          | 5              | [ 2 ]                 |
| Beyoncé                                  | „If I Were a Boy”                                      | 2008 | R&B                          | 5              | [ potrzebny przypis ] |
| Cher                                     | „Strong Enough”                                        | 1999 | pop/dance                    | 5              | [ potrzebny przypis ] |
| Chic                                     | „Le Freak”                                             | 1979 | pop/disco                    | 5              | [ potrzebny przypis ] |
| Donny Osmond                             | „Puppy Love”                                           | 1971 | pop                          | 5              | [ 2 ]                 |
| Elvis Presley                            | „A Fool Such As I” / „I Need Your Love Tonight”        | 1961 | rock                         | 5              | [ potrzebny przypis ] |
| Elvis Presley                            | „All Shook Up”                                         | 1957 | rock                         | 5              | [ potrzebny przypis ] |
| Christina Aguilera, Lil’ Kim, Mya & Pink | „Lady Marmalade”                                       | 2001 | pop/R&B                      | 5              | [ 46 ]                |
| Coolio                                   | „Gangsta’s Paradise”                                   | 1995 | rap                          | 5              | [ potrzebny przypis ] |
| Elvis Presley                            | „Are You Lonesome Tonight?”                            | 1960 | rock                         | 5              | [ potrzebny przypis ] |
| Elvis Presley                            | „Love Me Tender” / „Any Way You Want Me”               | 1956 | rock                         | 5              | [ potrzebny przypis ] |
| Elvis Presley                            | „Surrender”                                            | 1961 | rock                         | 5              | [ 2 ]                 |
| Elvis Presley                            | „Good Luck Charm”                                      | 1962 | rock                         | 5              | [ potrzebny przypis ] |
| Elvis Presley                            | „Return to Sender”                                     | 1962 | rock                         | 5              | [ potrzebny przypis ] |
| Elvis Presley                            | „Suspicious Minds”                                     | 1969 | rock                         | 5              | [ potrzebny przypis ] |
| Elvis Presley                            | „Teddy Bear”                                           | 1957 | rock                         | 5              | [ potrzebny przypis ] |
| Elvis Presley                            | „Way Down”                                             | 1977 | rock                         | 5              | [ potrzebny przypis ] |
| Eminem                                   | „Stan”                                                 | 2000 | rap                          | 5              | [ potrzebny przypis ] |
| Eminem                                   | „My Name Is”                                           | 1999 | rap                          | 5              | [ potrzebny przypis ] |
| Engelbert Humperdinck                    | „Release Me”                                           | 1967 | pop                          | 5              | [ 2 ]                 |
| The Foundations                          | „Build Me Up Buttercup”                                | 1969 | pop                          | 5              | [ potrzebny przypis ] |
| Gene Austin                              | „My Blue Heaven”                                       | 1927 | pop                          | 5              | [ 2 ]                 |
| John Travolta & Olivia Newton-John       | „You’re the One That I Want”                           | 1978 | pop                          | 5              | [ potrzebny przypis ] |
| Michael Jackson                          | „You Are Not Alone”                                    | 1995 | R&B                          | 5              | [ 2 ]                 |
| The Jackson 5                            | „I’ll Be There”                                        | 1970 | pop                          | 5              | [ 2 ]                 |
| Mitch Miller                             | „March from Bridge on the River Kwai”                  | 1957 | marsz                        | 5              | [ 2 ]                 |
| John & Sandra Steele                     | „My Happiness”                                         | 1948 | pop                          | 5              | [ potrzebny przypis ] |
| Gene Autry                               | „That Silver-Haired Daddy Of Mine”                     | 1939 | pop                          | 5              | [ 2 ]                 |
| George Baker Selection                   | „Una Paloma Blanca”                                    | 1975 | pop                          | 5              | [ potrzebny przypis ] |
| George Harrison                          | „My Sweet Lord”                                        | 1970 | pop                          | 5              | [ potrzebny przypis ] |
| Katy Perry                               | „I Kissed a Girl”                                      | 2008 | pop                          | 5              | [ 47 ]                |
| Madonna                                  | „Like a Prayer”                                        | 1989 | pop/rock/gospel              | 5              | [ 48 ]                |
| Lady Gaga & Colby O’Donis                | „Just Dance”                                           | 2008 | pop                          | 5              | [ 49 ]                |
| Lobo                                     | „I'd Love You to Want Me”                              | 1972 | pop                          | 5              | [ potrzebny przypis ] |
| Marvin Gaye                              | „I Heard It Through the Grapevine”                     | 1968 | soul/R&B                     | 5              | [ potrzebny przypis ] |
| Nini Rosso                               | „Il Silenzio”                                          | 1965 | pop                          | 5              | [ 2 ]                 |
| Mariah Carey                             | „Without You”                                          | 1994 | pop                          | 5              | [ 50 ]                |
| The Partridge Family                     | „I Think I Love You”                                   | 1970 | pop                          | 5              | [ 2 ]                 |
| Paul Mauriat & His Orchestra             | „Love Is Blue”                                         | 1968 | pop                          | 5              | [ potrzebny przypis ] |
| Puff Daddy & Faith Evans                 | „I’ll Be Missing You”                                  | 1997 | pop                          | 5              | [ potrzebny przypis ] |
| Pussycat                                 | „Mississippi”                                          | 1977 | pop                          | 5              | [ potrzebny przypis ] |
| Rihanna                                  | „Don’t Stop the Music”                                 | 2007 | dance                        | 5              | [ potrzebny przypis ] |
| Rihanna                                  | „Disturbia”                                            | 2008 | pop                          | 5              | [ potrzebny przypis ] |
| Rocco Granata                            | „Marina”                                               | 1959 | pop                          | 5              | [ potrzebny przypis ] |
| The Rolling Stones                       | „(I Can’t Get No) Satisfaction”                        | 1965 | rock                         | 5              | [ potrzebny przypis ] |
| Staff Sergeant Barry Sadler              | „Ballad of the Green Berets”                           | 1966 | pop                          | 5              | [ 2 ]                 |
| Survivor                                 | „Eye of the Tiger”                                     | 1982 | rock                         | 5              | [ potrzebny przypis ] |
| Tee Set                                  | „Ma Belle Amie”                                        | 1969 | pop                          | 5              | [ potrzebny przypis ] |
| Tom Jones                                | „Delilah”                                              | 1968 | pop                          | 5              | [ 2 ]                 |
| Three Dog Night                          | „Joy to the World”                                     | 1971 | rock                         | 5              | [ 2 ]                 |
| The Tornados                             | „Telstar”                                              | 1962 | pop                          | 5              | [ 2 ]                 |
| Trini Lopez                              | „If I Had a Hammer”                                    | 1963 | pop                          | 5              | [ potrzebny przypis ] |